# Ferran Llorca i Die
Ferran Llorca i Die (València, 1872 - Nauta Riva, Llenguadoc, 1939) va ser un periodista i escriptor valencià.

Proper a Vicent Blasco Ibáñez, de qui seria posteriorment gendre, va col·laborar en el diari El Pueblo i va dirigir l'Editorial Prometeo, projectes ambdós de l'autor de La Barraca. Llorca i Die també va estar al capdavant d’El Noticiero Sevillano i va redactar per al madrileny El Liberal entre 1902 i 1907. També va ser gerent de l'Editorial Española y Americana. Quant a la seua vessant acadèmica, Llorca i Die es va llicenciar en Dret i doctorar en Història. Va impartir a la Universitat de València i va ingressar a l'Acadèmia de Sant Carles.

## Obres
- Lo que cantan los niños (1914)
- San Juan del Hospital de Valencia (1930)
- La Escuela Valenciana de Arquitectos (1932), discurs d'entrada a l'Acadèmia de Sant Carles.
- Sublevación del infante don Jaime de Aragón, seguida de la de su hijo del mismo nombre (1462-1477)
- La biblioteca universitaria de Valencia